# Settimino (Beethoven)
Il Settimino Mi bemolle maggiore per archi e fiati, opus 20, di Ludwig van Beethoven, è una composizione per violino, viola, violoncello, contrabbasso, clarinetto, corno e fagotto. Venne composto tra il 1799 ed il 1800, e pubblicato nel 1802 con una dedica all'imperatrice Maria Teresa di Borbone-Due Sicilie (1772-1807)'.

Contemporaneo della prima sinfonia, il Settimino ha avuto un notevole successo nella vita dell'autore, e ha ricevuto elogi da parte della critica. 

## Struttura
L'opera si compone di sei movimenti ed il tempo di esecuzione si avvicina ai 40 minuti:
1. Adagio. Allegro con brio
2. Adagio cantabile
3. Tempo di menuetto
4. Tema con variazioni: Andante
5. Scherzo: Allegro molto e vivace
6. Andante con moto alla marcia. Presto

## Discografia
- Septet in E-flat major, op. 20 - Solisti della Gewandhaus Orchestra, Lipsia - Philips
- Ludwig van Beethoven, Septet E flat Major op.20 - Boston Symphony Chamber Players - (Reg. 1980)
- Beethoven - Septuor Op. 20 - Kammermusikvereinigung der Berliner Philharmoniker - Believe Digital
- Beethoven - Septuor Op. 20 -  Octuor de France -  Indésens Records (2012)
- Mendelssohn: Octet / Beethoven: Septet - Members Of The Wiener Oktett -Decca (1960)